# Sömnbrist
Sömnbrist avser att en individ får för lite sömn, alternativt att den erhållna sömnen är fragmenterad eller av annan anledning har dålig kvalitet. Sömnbrist kan vara både akut och kronisk, och kan vara frivillig (orsakad av en livsföring där man inte tillåter sig den mängd sömn man behöver) eller orsakad av en oförmåga att erhålla tillräckligt mycket sömn av god kvalitet, som till exempel är fallet vid insomni, sömnapnésyndrom eller kroniska värktillstånd som stör sömnen. Till skillnad från sömnlöshet räknar man i begreppet sömnbrist också in sådan sömnbrist som beror på att individen frivilligt reducerar sin sömntid. 
Sömnbrist kan användas som tortyrmetod, och har också använts för att framkalla uppenbarelser inom vissa religiösa riktningar. Experimentellt framställd sömnbrist är vidare ett viktigt forskningsintrument inom sömnforskningen för att studera sömnens funktioner. Långvarig svår sömnbrist kan hos känsliga individer framkalla psykotiska reaktioner eller epileptiska anfall. Akuta effekter av sömnbrist är bland annat sömnighet och försämrad koncentrations- och inlärningsförmåga. Kronisk sömnbrist har bland annat associerats med fetma och diabetes. 

## Verkningar av för lite sömn

### Verkningar på kort sikt
- Plötsliga humörsvängningar
- Försämrat korttidsminne
- Försämrad förmåga att skapa, planera och utföra aktiviteter
- Koncentrationssvårigheter
- Illamående
- Huvudvärk

### Verkningar på lång sikt
- Fetma
- För tidigt åldrande
- Utmattning
- Ökad risk för infektioner, diabetes, hjärt- och kärlsjukdomar och mag- och tarmsjukdomar
- Kronisk minnesförlust
- Försvagat immunförsvar
- Risk för trötthet